# Ейдолоскоп-Пантоптікон
Ейдолоскоп, або Ейдолоскоп-Пантоптікон (англ. Eidoloscope-Panoptikon) — один з перших проєкторів, створений французьким винахідником Еженом Люстом та Віль'ямом Діксоном під час роботи разом із Вудвілом Летхемом і двома його синами Отвейем і Греєм у їх компанії Lambda Company в 1894-1895 роках. Ейдолоскоп був продемонстрований представникам преси 21 квітня 1895 року, а для широкої публіки вже 20 травня того ж року, в магазині на нижньому Бродвеї в Нью-Йорку.

## Історія
Вудвіл Летхем, який спочатку був професором хімії, і його сини Отвей і Грей Летхеми займалися показом чесних боксерських матчів і часто чули скарги від відвідувачів на те, що не весь зал може повною мірою насолоджуватися видовищем і хтось терміново повинен зробити машину, яка здатна буде проєктувати бої. Їм сподобалася ця ідея й задля реалізації мети вони об'єдналися з Вільямом Діксоном — англійським винахідником і помічником Томоса Едісона з 1891 року, й Еженом Люстом — французьким винахідником, фахівцем в галузі кінематографії та близьким другом самого Діксона, який, в тому числі, теж працював з Едісоном.
В кінці 1894 року ними була сформована компанія The Lambda Company, яка переважно запам'яталася саме створенням Ейдолоскопа-Пантоптікона, який, спочатку, називався просто Пантоптіконом, або Пантоптіконом. Компанія була названа на честь грецької букви «λ» — лямбда.
Деталі, які виробляла компанія — були низької якості й не мали нахилів і опор, які мали використовуватися для реалізації великого числа інших функцій. 
The Lambda Company проіснувала недовго, через суперечки про авторські права на основний винахід компанії — Ейдолоскоп. Внаслідок чого — компанія припинила своє існування вже в 1896 році.
26 лютого 1895 був знятий перший фільм за допомогою Ейдолоскопа, а вже 15 квітня 1895 року був продемонстрований представникам преси, а 20 травня — широкій публіці.

## Опис
Основною відмінністю Ейдолоскопа від свого головного конкурента — Кінетоскопа полягала в тому, що набагато більше людей могли переглядати фільм одночасно. Це був набагато ефективніший метод проєкції, який, також, значно знизив витрати, оскільки для кожного глядацького залу був потрібен тільки один проєктор, замість шести. Ейдолоскоп міг виконувати спільні функції як зйомки, так і проєктування зображення. Він був здатний проєктувати зображення на стіну, або екран без перерв і прогалин, що дозволяло демонструвати фільм більшій кількості публіки одночасно, на відміну від того, що відбувалося з попередніми системами проєктування зображень. Крім того, разом з Ейдолоскопом була розроблена спеціальна плівка, яка отримала назву «Петля Летхема». Вона являла собою дві петлі плівки, по одній з кожного боку переривчастого руху, які діяли як буфер між зірочками, що безперервно рухаються та самим ривковим рухом. Це знімало напругу на плівці й дозволяло знімати та проєктувати набагато довші кінофільми, ніж це було можливо раніше. Вона була першою плівкою широкоекранного формату, зі співвідношенням сторін рівним 1.85 мм. А сам апарат мав товщину плівки 51 мм і апертуру 37 на 20 мм.

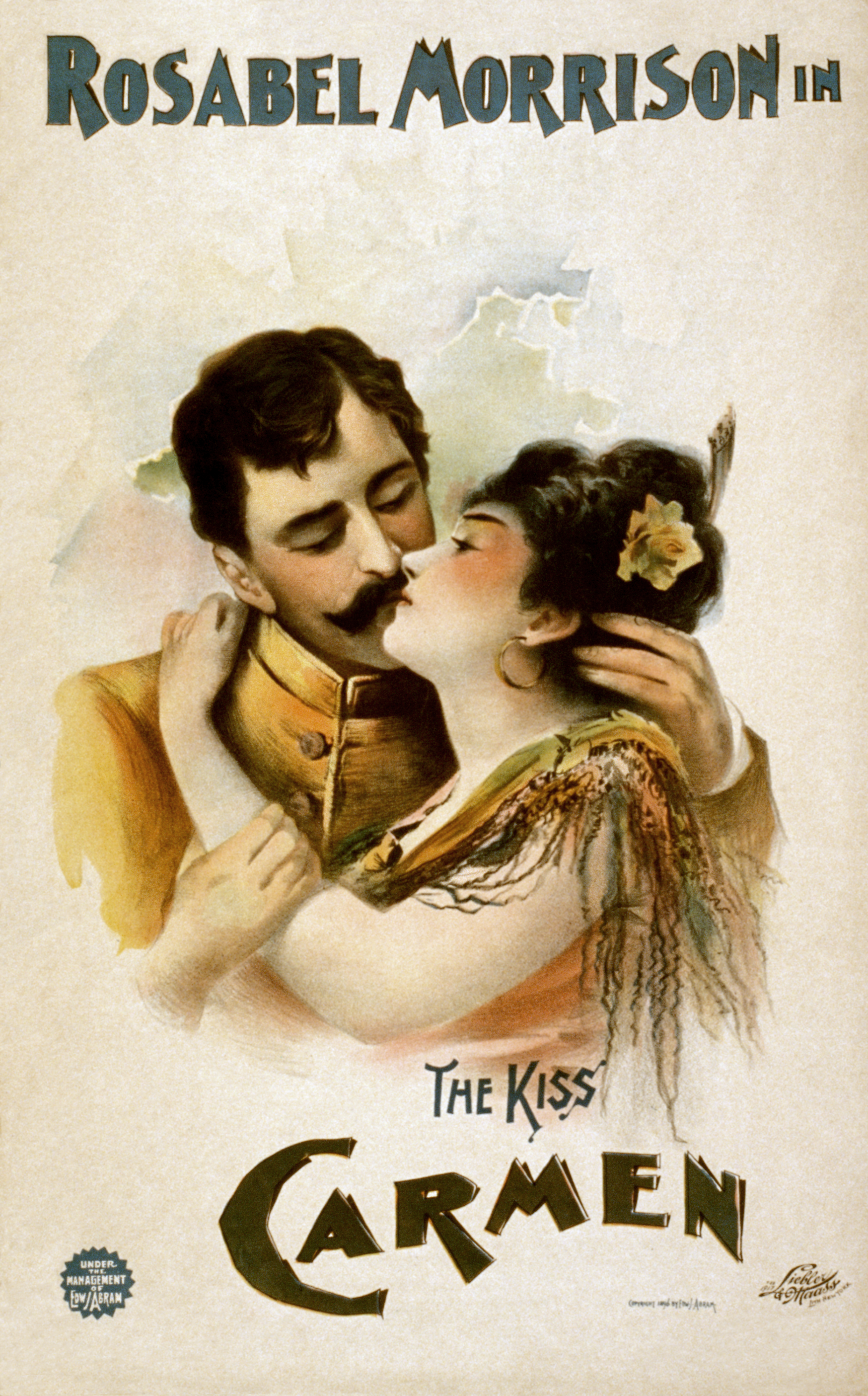
За допомогою Ейдолоскопа був створений 15-хвилинний фільм про кориду. Бій биків був інтегрований в останній акт новели «Кармен» 1896 року, що була сценічною інсценізацією повісті Проспера Меріме з Розабель Моррісон в головній ролі.

## Перша продукція
Перший кінофільм за участю винаходи був створений компанією The Lambda Company 26 лютого 1895. Ним став боксерський поєдинок, який 4 травня 1895 року в Медісон-Сквер-Гарден у Нью-Йорку провели австралійський боксер Альберт Гріффітс, знаніший як «Young Griffo» і «Battling» Чарльз Барнетт. У ньому обидва бійці провели насичений обмін ударами, але врешті «зустріч» завершилася нічиєю.
Бій складався з чотирьох раундів тривалістю півтори хвилини. Між раундами було пів хвилини відпочинку, а сам бій тривав вісім хвилин і всі дії були записані й продемонстровані без перерви.
Більш ранні апарати могли записати лише трохи понад 40 метрів плівки, але завдяки зусиллям Люста і Діксона й створеної ними «Петлі Летхема», за допомогою якої — напруга знімалася безпосередньо перед тим, як вона проходила до вікна затвора, після чого — вона просто виходила з нього, внаслідок чого переривчастий механізм запобігав прямому вдавленню ще не витриманої неналежним чином плівки. Це призвело до того, що можливість безперервного знімання була обмежена тільки кількістю плівки, яка могла зберігатися в котушці знімальної камери.
Перший записаний бій отримав робочу назву «Lambda film», а продемонстрований був в знятому Летхемамі невеликому виставковому залі на нижньому Бродвеї #156 в Нью-Йорку. Там його продемонстрували спочатку представникам преси 21 квітня, а потім 20 травня 1895 року на великому білому екрані відбулася прем'єра «Boxing Contest between Young Griffo and Charley Barnett» для широкої публіки, що стало першим фільмом в історії кіно, який показали перед публікою, що заплатила за вхід.
У рекламі фільму говорилося, що його можна буде дивитися щодня з 15-хвилинними інтервалами між показами, і що під час показу глядачі мають можливість сидіти так, як їм буде зручно.